# ثاني السويدي
ثاني السويدي (1 يوليو 1966 - 5 يوليو 2020) شاعر وروائي من الإمارات.

## حياته
وُلد في منطقة المعيريض في إمارة رأس الخيمة بدولة الإمارات العربية المتحدة، وأنهى دراسته الابتدائية والثانوية فيها، ثم تخرج في كلية العلوم الاقتصادية بجامعة الإمارات العربية المتحدة، إلا أنه فضّل نص القصيدة على الأرقام والحسابات، فلم تحل الدراسة الأكاديمية دون شق طريقه في عالم الشعر والرواية.

## أعماله
كانت مجموعته الشعرية الأولى تنتمي إلى قصيدة النثر، وجاءت بعنوان «ليجف ريق البحر» صدرت عن اتحاد كتاب وأدباء الإمارات في عام 1990. ومن أهم أعماله رواية «الديزل» ومجموعته الشعرية الشهيرة «الأشياء تمر» التي صدرت عن دار الانتشار العربي في بيروت.
في عام 2012، ترجم ويليام هوتكنز للإنجليزية رواية «الديزل» التي صدرت طبعتها الأولى في بيروت في العام 1994، وقال في تقديمه لها إن الرواية «نمط أدبي مغاير يحمل سمات القصة المعاصرة، مكتوبة بلغة شعرية قريبة من قصيدة النثر، وهي قريبة من السرد الفني المباشر».

## رواية الديزل
في عام 2012م، قام ويليام هوتكنز بترجمة رواية “الديزل” لثاني السويدي التي صدرت طبعتها الأولى في بيروت في عام 1994م. وفي مقدمة ترجمته للرواية يلقي فيها هوتكنز ضوءاً على خلفية الرواية ومضمونها كما يؤشر على بطلها الرئيسي “الديزل” ويرصد تفاعلات القراء مع هذا العمل الروائي في الإمارات ومنطقة الخليج العربي، كما يورد مقتطفات مما جاء على لسان مؤلف الرواية في لقاء أجرته معه محطة “الجزيرة” الإخبارية وبعض ما ورد بشأن هذا العمل في الصحف والدوريات.
في مقابلة معه على قناة الجزيرة عام 2004م، قال ثاني السويدي أن رواية الديزل صدمت القراء لجرأتها في تصوير بعض السلوكات في منطقة الجزيرة العربية، لكنه قال إن الرواية كانت تدور حول أثر تنامي النفط على المجتمعات الصغيرة الموزعة بين ثقافتين. وفيما كان تأثير الثقافة الجديدة ينحصر في نطاق ضيق ممن تشربوا قيمها، فإن الرواية هنا، تعنى بالثقافة الثانية التي انعكست في السلوك البوهيمي اليومي للأفراد، حيث يريد مؤلف الرواية أن يتبين للقارئ تأثير هذه الثقافة في المجتمع الذي لم يتهيأ لها بعد والتي اعتنقها حتى الصميم، ولايزال يتلقى ضرباتها واحدة تلو الأخرى.
يرفض بطل الرواية التقاليد الاجتماعية المقيدة ويجاهد ليجد لنفسه موطئ قدم من خلال اختبار هذه الثقافة الجديدة والتعايش معها.

## وفاته
توفي في القاهرة في 5 يوليو 2020 عن عمر يناهر 54 عامًا بعد صراع مع المرض.